# 5793 (année hébraïque)
5793 (hébreu : ה'תשצ"ג , abbr. : תשצ"ג) est une année hébraïque qui commencera à la veille au soir du 6 septembre 2032 et se finira le 23 septembre 2033. Cette année comptera 383 jours. Ce sera une année embolismique dans le cycle métonique, avec deux mois de Adar - Adar I et Adar II. Ce sera la quatrième année depuis la dernière année de chemitta.
En l'an 5793, l'État d'Israël fêtera ses 85 ans d'indépendance.

## Calendrier
Ce calendrier hébraïque de l'année 5793 donne les correspondances avec les dates du calendrier grégorien.
Le premier nombre dans chaque case correspond au jour du mois hébraïque. Les jours en couleurs sont des jours remarquables juifs ou israéliens.
| ◄◄ | 5793 | ►► |

## Décès
5788 - 5789 - 5790 - 5791 - 5792 - 5793 - 5794 - 5795 - 5796 - 5797 - 5798